# República Socialista Txecoslovaca
La República Socialista Txecoslovaca (en txec/eslovac: Československá socialistická republika) va ser el nom oficial de Txecoslovàquia des de 1960 fins poc després de la Revolució de Vellut, el 1989. Era un estat satèl·lit soviètic del bloc de l'Est.
Conseqüència del cop d'Estat de febrer de 1948, el Partit Comunista de Txecoslovàquia va arribar al poder amb el suport de la Unió Soviètica i el país va ser declarat una república popular després que la Constitució del Nou de maig entrés en vigor.
El nom tradicional de Československá republika (República de Txecoslovàquia) no va ser canviat fins a l'11 de juliol de 1960 arran de l'aplicació de la Constitució de Txecoslovàquia de 1960, com un símbol de la "victòria final del socialisme" al país, i així va romandre fins a la Revolució de Vellut.

## Història

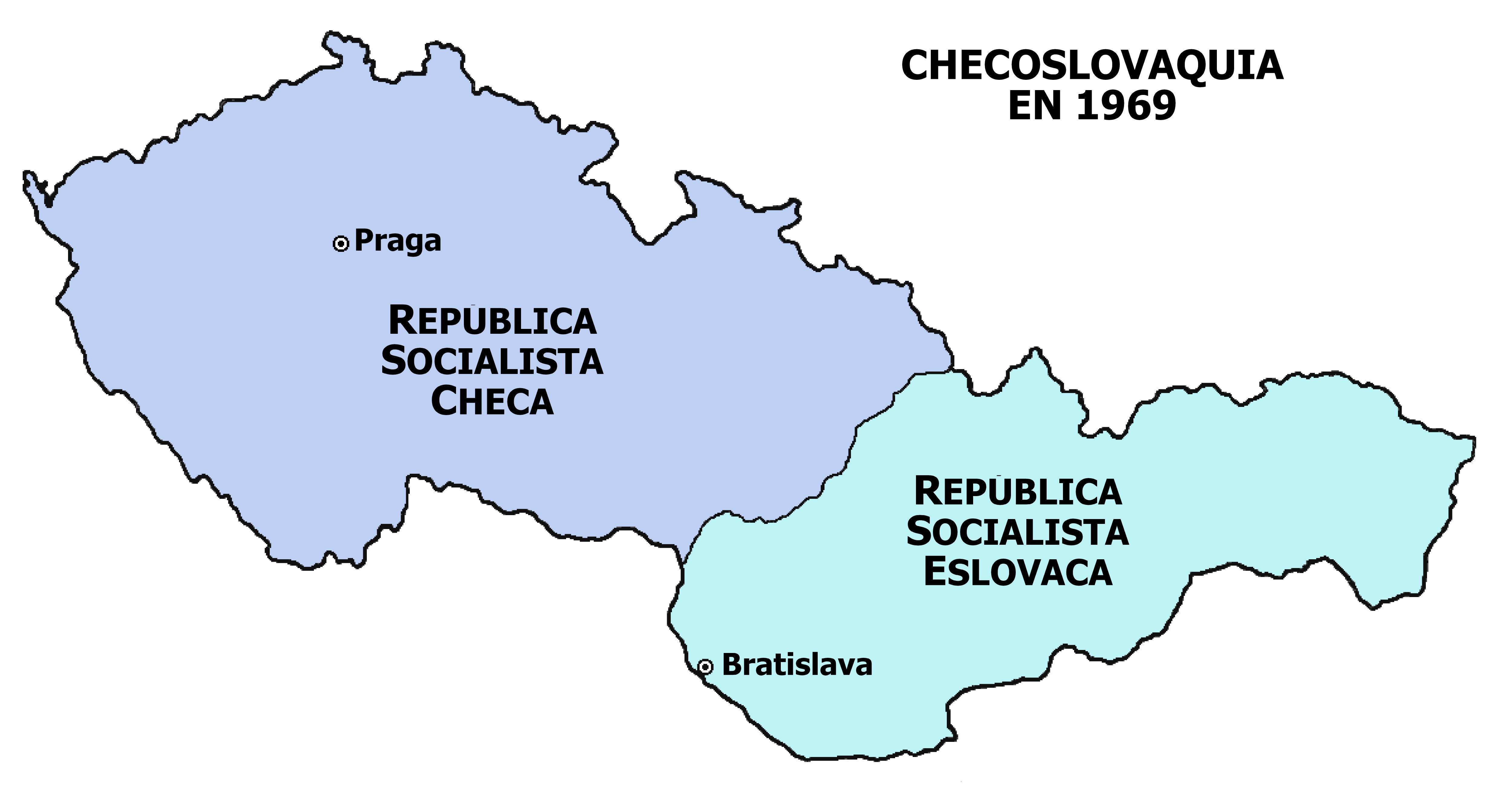
Txecoslovàquia el 1969.

Escut de la República Socialista.

Després del Cop d'estat a Txecoslovàquia de 1948, Txecoslovàquia esdevingué un estat socialista, que l'any 1960 passà a anomenar-se República Socialista Txecoslovaca.
L'any 1968, reflectint el creixent desacord dels seus ciutadans amb la natura del règim, s'hi produí un intent de reforma anomenat Primavera de Praga, impulsat des del govern d'Alexander Dubček, que propugnava el socialisme de rostre humà. Aquest intent liberalitzador va acabar amb la intervenció militar de la Unió Soviètica i els seus aliats del Pacte de Varsòvia (amb l'excepció de Romania i Iugoslàvia) i va donar lloc a una dura repressió.
El Partit Comunista de Txecoslovàquia (KSČ), liderat inicialment pel primer secretari Klement Gottwald, ostentava el monopoli de la política del país. Després del trencament Tito-Stalin de 1948 i del bloqueig de Berlín, van augmentar les purgues del PCUS a tot el Bloc de l'Est, incloent a uns 550.000 membres del KSČ que constituïen el 30% dels seus afiliats. Al voltant de 130.000 persones van ser enviades a les presons, als camps de treball i a les mines.
L'evolució de la duresa de les purgues del PCUS a Txecoslovàquia obeïa a la tardana presa de poder dels comunistes, i moltes de les purgues se centraren en la quantitat considerable de membres del KSČ que tenien afiliacions anteriors en altres partits. Les purgues es completaven amb farses judicials, incloses les de Rudolf Slánský, Vladimír Clementis, Ladislav Novomeský o Gustav Husák. Slánský i onze més van ser condemnats conjuntament com a "traïdors trotskistes-sionistes-Tito-nacionalistes burgesos" en una sèrie de simulacres de judici, després dels quals van ser executats i les seves cendres van ser barrejades amb el material que s'utilitza per omplir les carreteres als afores de Praga.
Antonín Novotny va exercir com a primer secretari del KSČ entre 1953 i 1968. El succeí Gustáv Husák, qui va ser elegit primer secretari el 1969 (el càrrec es va canviar pel de secretari general el 1971) i president de Txecoslovàquia el 1975. Si bé altres partits i organitzacions també existien aleshores, funcionaven com a titelles subordinats al KSČ. Tots els partits polítics, així com nombroses organitzacions socials, es van agrupar sota el paraigua del Front Nacional de la República Socialista de Txecoslovàquia. Els activistes pels drets humans i els activistes religiosos van ser severament reprimits.
Pel que fa als càrrecs polítics, el KSČ mantenia les llistes de cadre i la nomenklatura. La llista de la nomenklatura contenia tots els càrrecs a tots els països que eren importants per al correcte desenvolupament de la política del partit, inclosos els militars, administratius, directors de les empreses locals, administradors de les organitzacions socials, diaris, etc. Es creu que les llistes de la nomenklatura del KSČ podien arribar a contenir 100.000 entrades. D'entre tots aquests noms llistats a la nomenklatura, els de les persones que el partit considerava que eren prou fiables com per ocupar un càrrec passaven a estar apuntats a la llista de cadres.

## Geografia
La República Socialista de Txecoslovàquia limitava a l'oest amb Alemanya Occidental i Alemanya Oriental, al nord amb la República Popular de Polònia, a l'est amb la Unió Soviètica i al sud amb la República Popular d'Hongria i Àustria.

## Divisions administratives
Entre 1960 i 1992 es van establir 10 regions (kraje), Praga i (des de 1970) Bratislava; que alhora es dividien en 109-114 districtes (okresy). Les kraje es van suprimir temporalment a Eslovàquia el 1969-1970 i, per a moltes funcions, des de 1991 a Txecoslovàquia. El 1969 es van establir dues repúbliques: la República Socialista Txeca i la República Socialista Eslovaca.